# Aleksandr Łurje
Aleksandr Jakowlewicz Łurje (ros. Александр Яковлевич Лурье, ur. 1898 w Petersburgu, zm. 20 czerwca 1937 w Moskwie) – funkcjonariusz radzieckich służb specjalnych, major bezpieczeństwa państwowego.

## Życiorys
Żyd, po ukończeniu gimnazjum w Petersburgu studiował na Uniwersytecie Moskiewskim, od czerwca 1917 członek SDPRR(b), 1923 wykluczony z partii jako "obcy element". Od czerwca 1918 do września 1919 zarządzający sprawami Wyższej Inspekcji Wojskowej Armii Czerwonej, 1919-1920 funkcjonariusz Wydziału Specjalnego Czeki, od 1 grudnia 1920 pomocnik zarządzającego sprawami Czeki RFSRR, 1922-1923 pracownik Pełnomocnego Przedstawicielstwa (Ambasady) RFSRR na Łotwie, od 1923 funkcjonariusz OGPU ZSRR, na początku lat 30. kierował różnymi budowami OGPU ZSRR. Od 16 kwietnia do 18 sierpnia 1931 szef Wydziału Inżynieryjno-Budowlanego Zarządu Administracyjno-Organizacyjnego OGPU ZSRR, od sierpnia 1931 do 10 lipca 1934 szef Wydziału Inżynieryjno-Budowlanego OGPU ZSRR, od 15 sierpnia 1934 do 4 stycznia 1936 szef Wydziału Inżynieryjno-Budowlanego Głównego Zarządu Ochrony Pogranicznej i Wewnętrznej NKWD ZSRR, od 4 stycznia 1936 do 11 marca 1937 szef Wydziału Inżynieryjno-Budowlanego NKWD ZSRR. Odznaczony Orderem Lenina (3 kwietnia 1936) i Odznaką "Honorowy Funkcjonariusz Czeki/GPU (XV)" (20 grudnia 1932).
22 marca 1937 aresztowany, 20 czerwca 1937 skazany na śmierć przez Wojskowe Kolegium Sądu Najwyższego ZSRR i rozstrzelany. 22 grudnia 1961 pośmiertnie zrehabilitowany.